# Comex
Grupo Comex, S.A. de C.V., es un fabricante mexicano de pinturas fundado en 1959 en la Ciudad de México, y el cuarto mayor fabricante de pinturas y distribuidor de productos de impermeabilización en Norteamérica, con 3300 ubicaciones.

## Historia
The Sherwin-Williams Company (SHW), el mayor minorista de pintura de los Estados Unidos, acordó en noviembre de 2012 la adquisición del Consorcio Comex, S.A. de C.V., por cerca de USD $2,34 mil millones, incluida la deuda para obtener al mayor fabricante de pinturas de México. El acuerdo fue rechazado por la Comisión Federal de Competencia de México en noviembre de 2013 con fines antimonopolio, y como resultado de ello, PPG Industries acordó comprar Comex por USD $2,3 mil millones. Sherwin-Williams todavía podía comprar Comex Operaciones en los Estados Unidos y Canadá por USD $165 millones. Después de la oferta fallida en México y antes de la adquisición por parte de PPG, Comex demandó a Sherwin-Williams por no esforzarse lo suficiente para cerrar el trato.

### Fotografía Polémica de Enrique Peña Nieto
En julio de 2015, luego de que la foto del presidente Enrique Peña Nieto, que mostraba su diferencia de estatura junto a Felipe VI de España apareciera en los titulares internacionales, Comex lanzó en su cuenta de Twitter una foto con photoshop del presidente mexicano que estaba en uno de sus botes con el texto: Una pintura de altura. Después de que el mensaje se retuiteó ampliamente, la compañía lo eliminó e hizo una disculpa oficial, argumentando que la foto no había sido aprobada antes de su publicación.

## Actividad
Comex vende pinturas y recubrimientos a nivel nacional e internacional. A partir de 2013, la compañía distribuyó sus productos a través de 234 tiendas Comex en los Estados Unidos, 80 tiendas Comex y 1500 minoristas externos en Canadá. También opera 5 sitios de fabricación en los Estados Unidos y 3 en Canadá. En enero de 2016, Comex abrió su tienda número 4,000 en México.